# Dolichorhinotermes apopnus
Dolichorhinotermes apopnus es una especie de termita subterránea del género Dolichorhinotermes, de la familia Rhinotermitidae, orden Blattodea. Fue descrita por Engel & Krishna en 2007.
Se distribuye por América del Norte: México, en el estado de Chiapas. Fue publicada en Engel, M.S. & Krishna, K. (2007c) New Dolichorhinotermes from Ecuador and in Mexican amber (Isoptera: Rhinotermitidae). American Museum Novitates, 3592, 1–8.